# Borodjanka
Borodjanka (Oekraïens, Russisch: Бородянка) is een stadje zo'n 50 km ten noordnoordwesten van de Oekraïense hoofdstad Kiev. Het ligt in het westelijke deel van de oblast Kiev. Op 1 januari 2021 had Borodjanka naar schatting 13.044 inwoners.

## Afbeeldingen

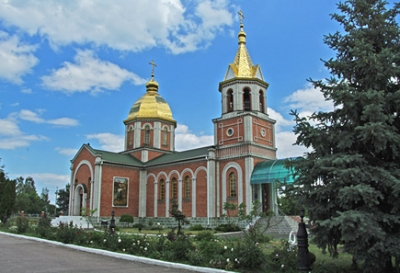
Sint-Michaelskerk (2012)
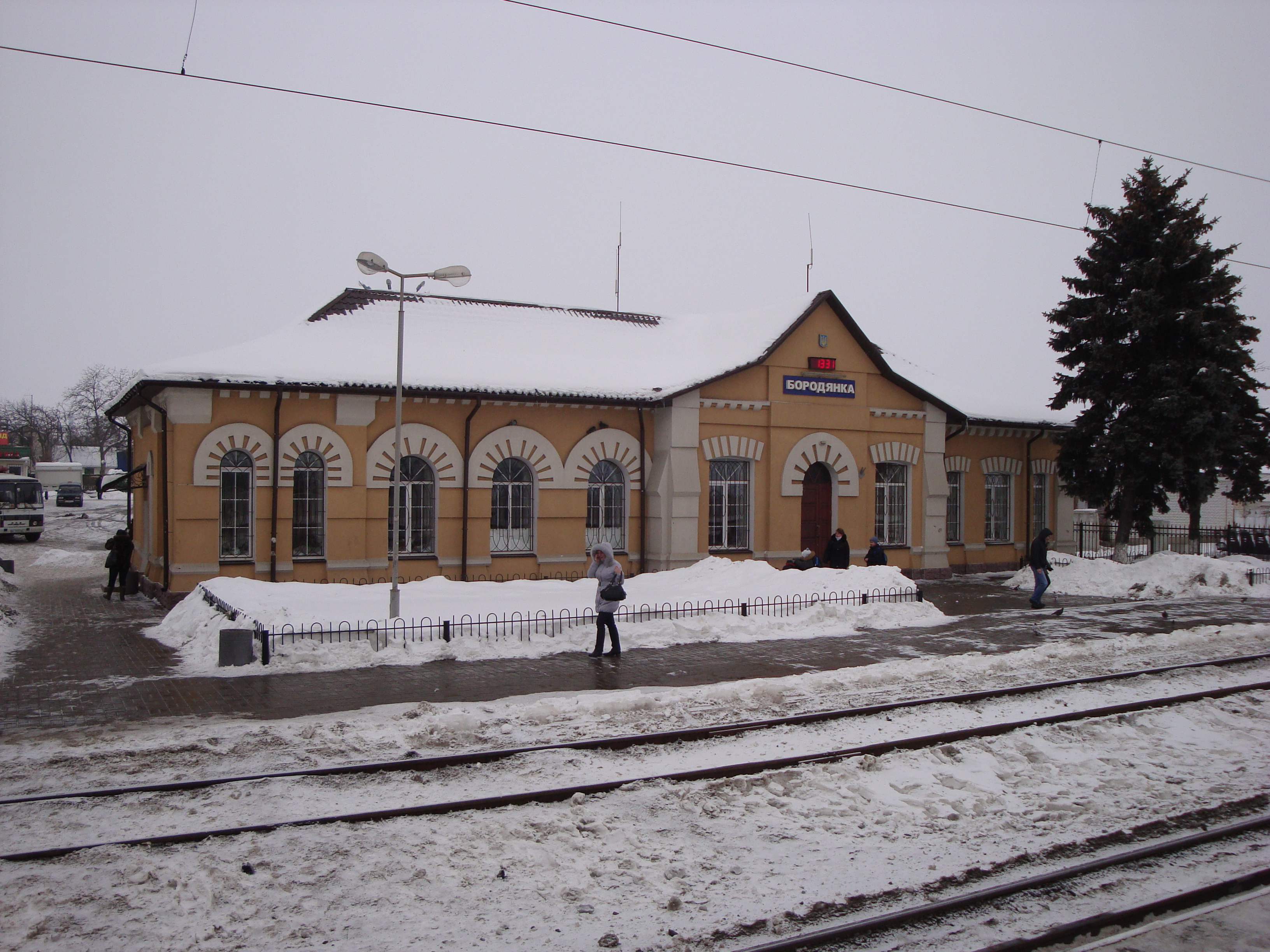
Station (2012)
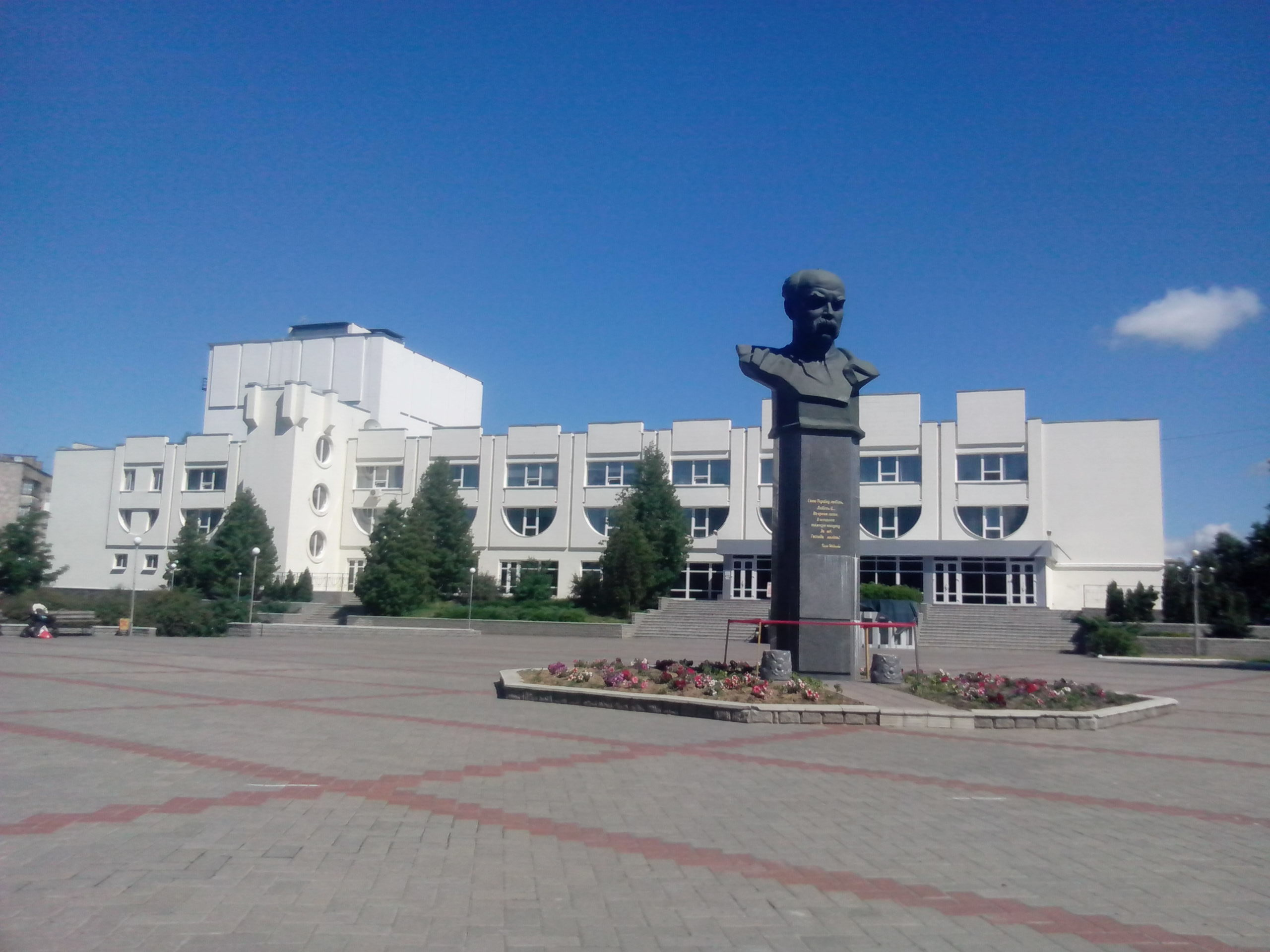
Huis voor Cultuur en monument voor Taras Sjevtsjenko (2013)
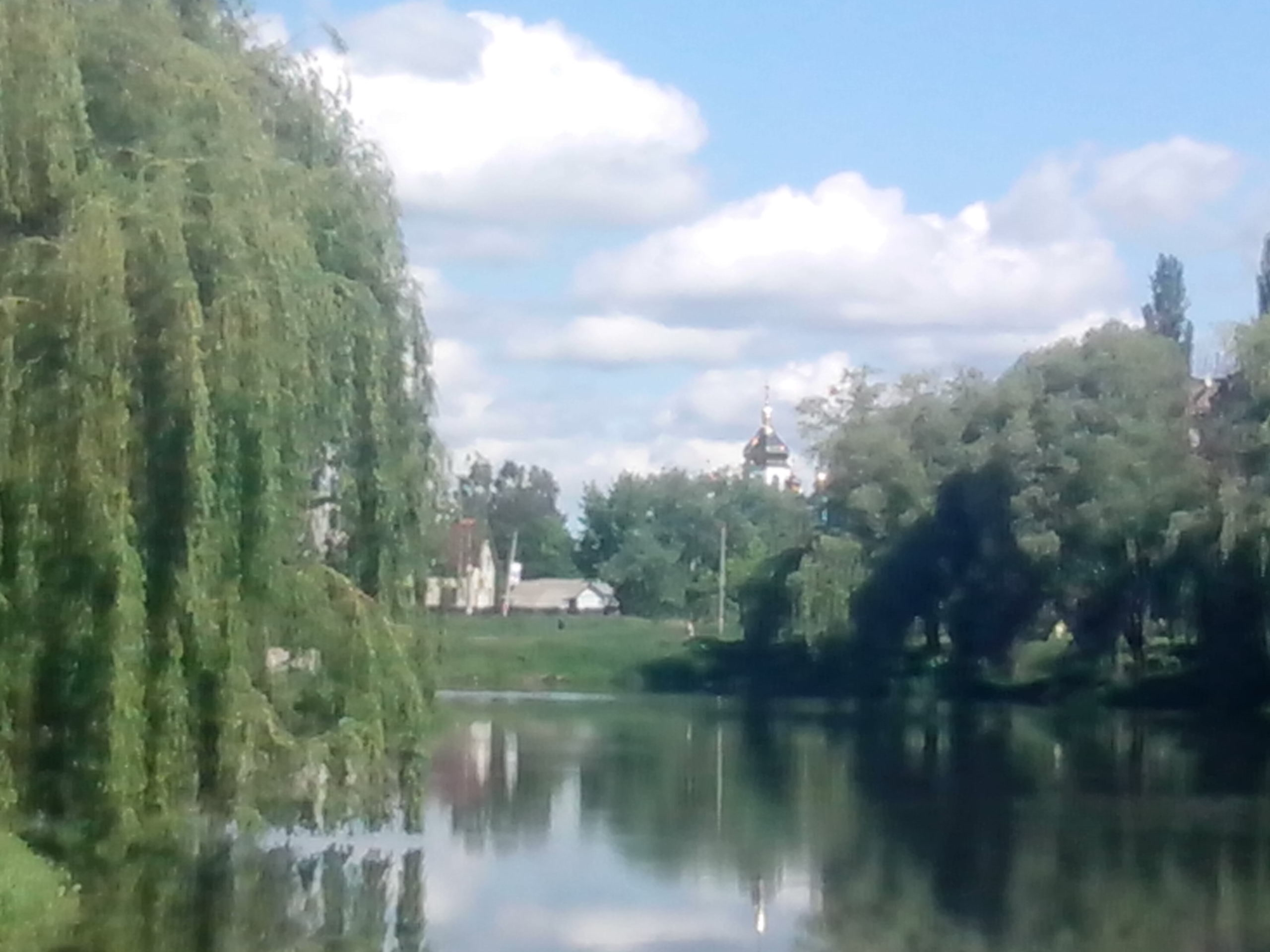
Vijver in Borodjanka (2013)
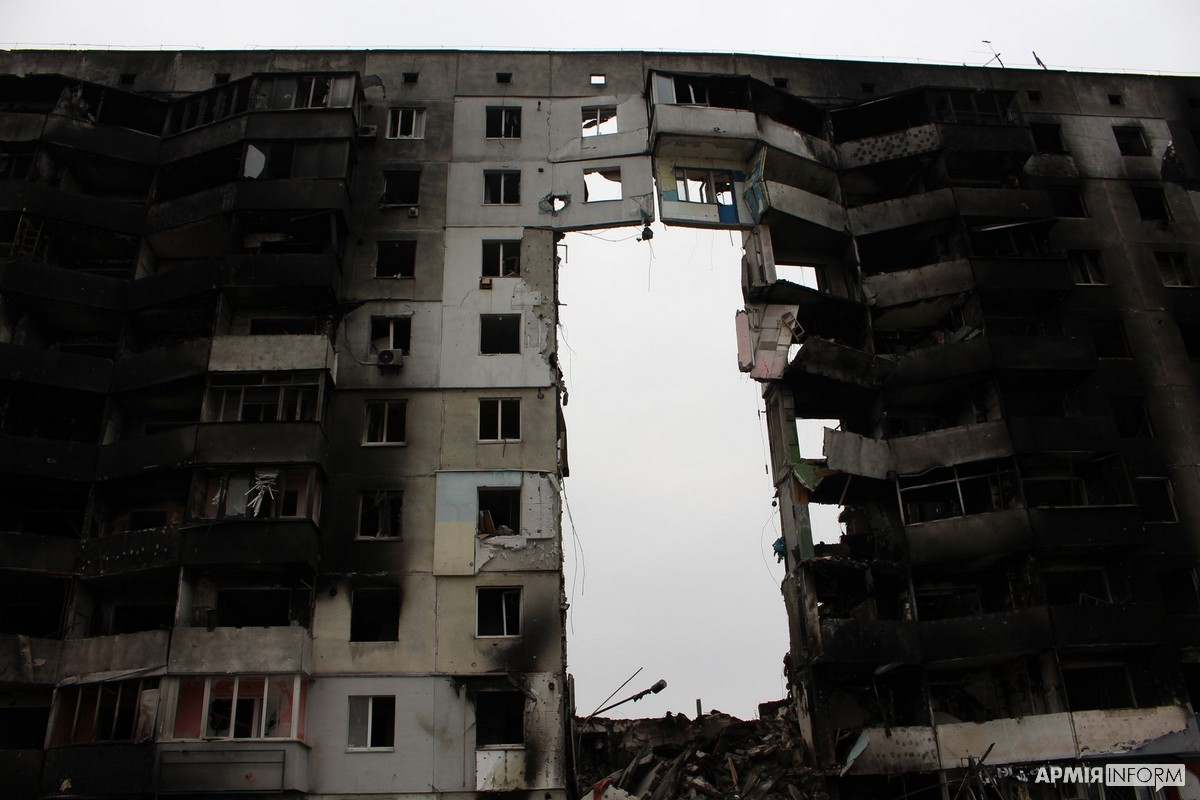
Beschadigd flatgebouw in Borodjanka tijdens de Russische invasie van Oekraïne (2022)